# Banyutus pulverulentus
Banyutus pulverulentus is een insect uit de familie van de mierenleeuwen (Myrmeleontidae), die tot de orde netvleugeligen (Neuroptera) behoort. 
Banyutus pulverulentus is voor het eerst wetenschappelijk beschreven door Rambur in 1842.